# Yamanashi (prefektura)
Yamanashi  (japanski: kanji 山梨県, romaji: Yamanashi -ken) je prefektura u današnjem Japanu. 
Nalazi se unutrašnjosti na prijelazu središnjeg u sjeverni dio otoka Honshūa u chihō Chūbuu.
Glavni je grad Kōfu.
Organizirana je u 5 okruga i 27 općina. ISO kod za ovu pokrajinu je JP-19.
1. veljače 2011. u ovoj je prefekturi živio 861.431 stanovnik.
Simboli ove prefekture su cvijet trešnje, drvo japanskog javora i ptica japanski slavuj.